# لويز ودورث فوس
لويز ودورث فوس (بالإنجليزية: Louise Woodworth Foss)‏ هي ممثلة أمريكية، ولدت في 19 أبريل 1841، وتوفيت في 22 سبتمبر 1892.